# ラーヴェンシュタイン
ラーヴェンシュタイン (ドイツ語: Ravenstein, ドイツ語発音: [ˈraːvn̩ʃta‿in]) は、ドイツ連邦共和国バーデン＝ヴュルテンベルク州ネッカー＝オーデンヴァルト郡の南部に位置する小都市。

## 地理

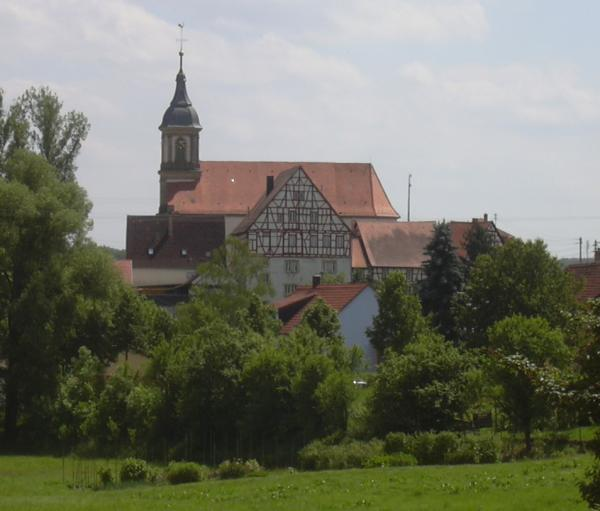
バレンベルクの眺望

ラーヴェンシュタインは、バレンベルク、メルヒンゲン、ヒュングハイム、エアレンバッハ、オーバーヴィットシュタット、ウンターヴィットシュタットの6市区からなる。市域はバウラントに位置し、28%が森林に覆われている。市区はそれぞれヤクスト川に注ぐ小川沿いに位置している。ヒュングハイムとメルヒンゲンはケッサハ川、エアレンバッハはゼルビンゲム川、バレンベルクとオーバーおよびウンターヴィットシュタットはハッセルバッハ川である。

## 歴史
ヒュングハイムおよびメルヒンゲンの統治権は、1806年まで全域または一部がベルリヒンゲン家のものとなっていた。バレンベルク、エアレンバッハ、オーバーおよびウンターヴィットシュタットは、1802年までマインツ大司教（選帝侯）領に属していた。カール大帝がヴュルツブルクからスイスへ向かうのに通ったと言われる古い街道跡がバレンベルク付近に遺っている。1306年にクラウトハイムに宮廷を構えていた伯ボッボ1世からバレンベルクに都市権が与えられた。
バレンベルクの有名な農民指導者イェルク・メッツラーが、ドイツ農民戦争に参加したことで、この町の自治権は危機にさらされたが、都市権はなんとか守られた。
1737年からシナゴーグ兼ユダヤ人学校があったことが知られている（現在、教会のある場所）。1880年からこの町は、ラビの管区本部所在地となった。1938年にシナゴーグは破壊された。ドイツのユダヤ教信者は、フランスの Gurs へ追放された。
市町村の枠組みの中で、1971年12月1日に、それまで独立した自治体であったバレンベルク、エアレンバッハ、ヒュングハイム、メルヒンゲン、オーバーヴィットシュタット、ウンターヴィットシュタットが合併し、ラーヴェンシュタインが成立した。

### 宗教
バレンベルク、エアレンバッハ、ヒュングハイム、オーバーおよびウンターヴィットシュタットではカトリックが主であり、メルヒンゲンではプロテスタントが多数派である。
メルヒンゲンには、重要なユダヤ教組織が存在する。

## 行政

### 市議会
ラーヴェンシュタインの市議会は14人の議員からなる。

### 紋章
ラーヴェンシュタインの紋章は、上部は赤地、胸壁（3つの胸壁が描かれている）の下は銀（白）地。銀地部分に6本スポークの黒い輪。この紋章は、マインツァー・ラート（6本スポークで、銀地に赤）とベルリヒンゲンの輪（5本スポークで、銀地に黒）を組み合わせたものである。これにより、市全域の旧領主を表現している。胸壁は、バレンベルクの都市権を表現している。

## 経済と社会資本

### 交通
ラーヴェンシュタインは、市内にアウトバーンA81号線（シュトゥットガルト - ハイルブロン - ヴュルツブルク）のアーデルスハイム＝オスターブルケン・インターチェンジを有している。
鉄道へのアクセスは隣接するオスターブルケンを経由する。

## 文化と見所
- 1456年に製作された十四聖人礼拝堂の祭壇（オーバーヴィットシュタット区）。礼拝堂自体は、12世紀に建造された。
- メルヒンゲン区のルネサンス様式の城館。郷土博物館になっている。

## 人物

### 出身者
- イェルク・メッツラー: ドイツ農民戦争の農民指導者
- ベンノ・リュッテナウアー: 文筆家、翻訳家

## 引用
1. ↑  Statistisches Landesamt Baden-Württemberg – Bevölkerung nach Nationalität und Geschlecht am 31. Dezember 2023 (CSV-Datei)
2. ↑  Max Mangold, ed (2005). Duden, Aussprachewörterbuch (6 ed.). Dudenverl. p. 667. ISBN 978-3-411-04066-7